# Отто фон Габсбург
Отто фон Габсбург (нім. Otto von Habsburg; 20 листопада 1912, Райхенау-ан-дер-Ракс, Австро-Угорщина — 4 липня 2011, Пеккінг, Баварія, Німеччина) — ерцгерцог, син Карла І і Зіти Бурбон-Пармської, з 1922 — голова дому Габсбургів. Титулярний король Галичини та Володимирії, герцог Буковини.

## Життєпис

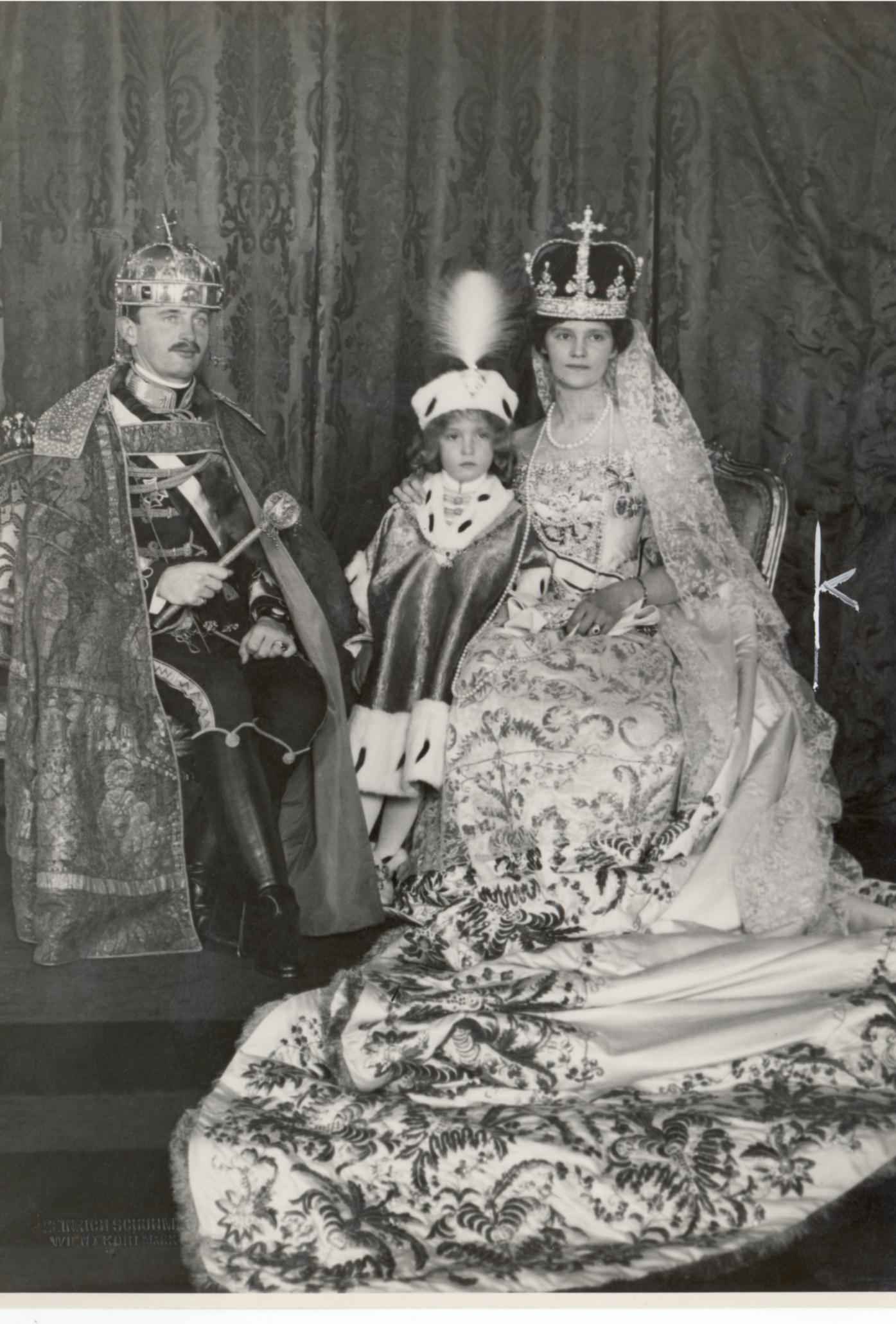
На коронаційній фотографії з батьками

Після розпаду Австро-Угорської імперії в 1918 родина Карла I була змушена покинути батьківщину і вирушила спочатку до Швейцарії, а потім на Мадейру, де Карл I помер у 1922.
Жив в Іспанії та Бельгії. У 1935 закінчив Льовенський католицький університет, захистивши диплом з політико-соціальної тематики. Він добре знав п'ять мов — німецьку, угорську, французьку, англійську, іспанську, також у меншій мірі знав італійську, португальську та латинь.
За протидію приєднання Австрії до Третього Рейху його дядьки потрапили до концентраційного табору, а Отто виїхав до Вашингтона.
У 1951 одружився з Регіною Саксен-Мейнингенською. Вони мали сім дітей: Андре фон Габсбург, Моніка фон Габсбург, Мішель фон Габсбург, Габріель фон Габсбург, Вальбурга фон Габсбург, Карл фон Габсбург та Георг фон Габсбург) і 22 онука.
З 1 квітня 1922 був формальним претендентом на престоли нині не існуючих королівств (Угорщина, Богемія, Далмація, Хорватія, Славонія, Галичина та Володомирія).
У 1961 відмовився від претензій на австрійський престол, внаслідок чого в 1966 йому було дозволено повернутися до Австрії. У 1961 іспанський диктатор Франсіско Франко запропонував йому стати королем Іспанії, але Отто відмовився і від цієї пропозиції.
Він проявив себе послідовним прихильником ідеї об'єднаної Європи, в 1979—1999 представляв Християнсько-Соціальний Союз в Європарламенті, в 1973-2004 очолював Міжнародний пан'європейський союз. Громадянин Німеччини. Також мав громадянство ще трьох країн колишньої імперії — Австрії, Угорщини та Хорватії.
У 1989 став одним з головних ініціаторів та організаторів так званого «Пан'європейського пікніка» на австро-угорському кордоні, в ході якого було відкрито кордон між двома державами. Близько 600 жителів НДР скористалися цією можливістю, щоб втекти через Угорщину до ФРН.
У 2005 в своїй доповіді на тему «Нова Європа» в Університеті Джона Хопкінса у Вашингтоні він заявив, що для Європи найбільшою проблемою є Росія і влада Путіна. Він сказав: "Путін дуже відкрито заявляє про свої наміри. Гітлер чинив так само. Такі люди слів на вітер не кидають. Справа може дійти до катастрофи, якщо інший світ ніяк не реагуватиме на існуючі небезпеки".
У 2007 заявив, що наступним головою дому буде Карл Габсбург-Лотринген (* 1961).

## Нагороди

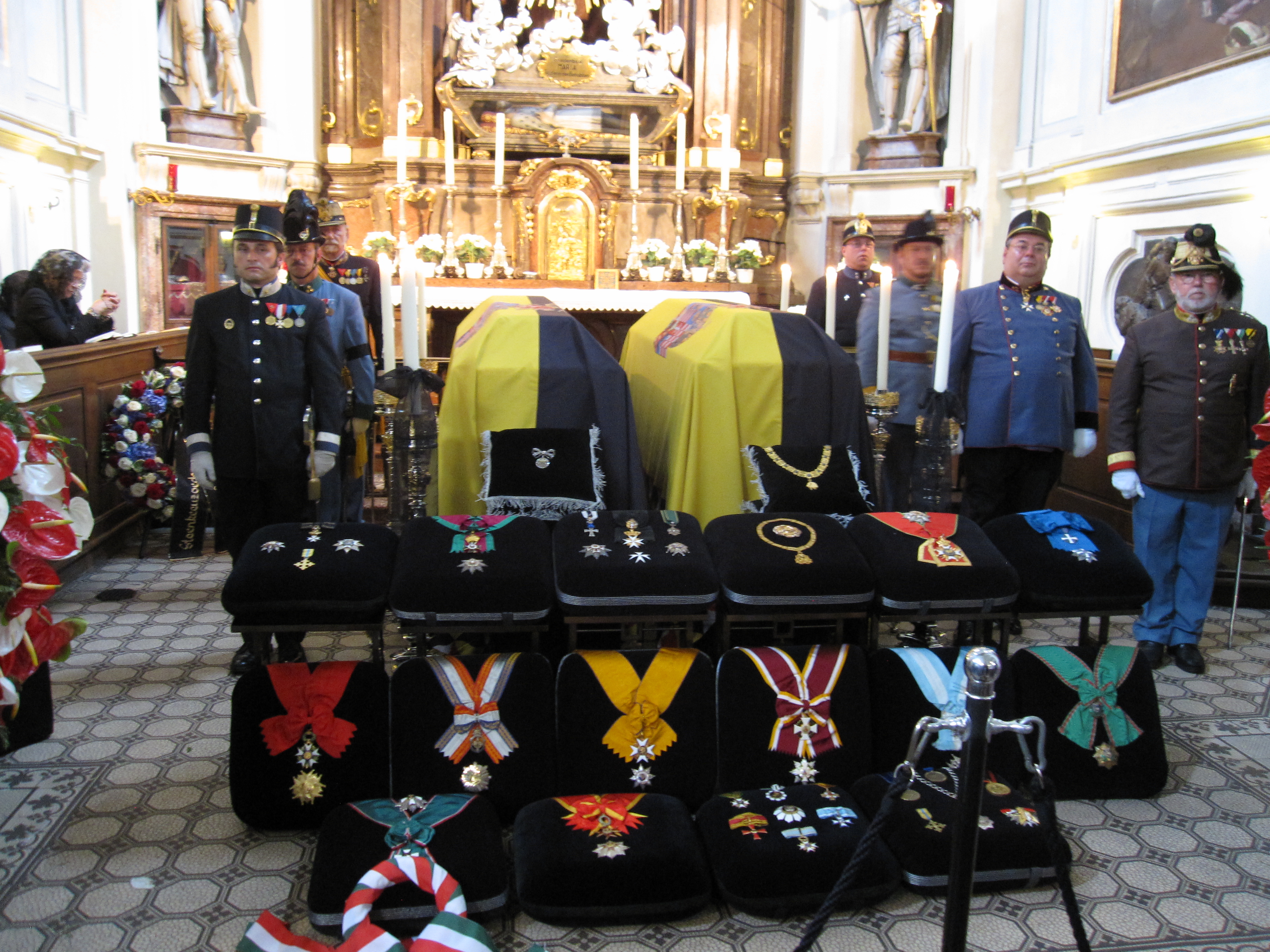
Саркофаги Отто і Регіни фон Габсбургів з почесною вартою. На передньому плані — їхні нагороди.

### Дім Габсбургів
- Орден Золотого руна
  - лицар (1916)
  - суверен (1922)
- Королівський угорський орден Святого Стефана, великий хрест з ланцюгом
- Орден Леопольда (Австрія), великий хрест з ланцюгом

### Австрія
- Великий орден Заслуг (Південний Тіроль)
- Відзнака Тірольського аристократичного регістру

### Німеччина
- Орден Святого Губерта, великий хрест (Баварське королівство)
- Орден дому Саксен-Ернестіне, великий хрест
- Орден «За заслуги перед Федеративною Республікою Німеччина», великий хрест
- Баварський орден «За заслуги»

### Італія
- Вищий орден Святого Благовіщення
- Орден Святих Маврикія та Лазаря, великий хрест
- Орден Корони Італії, великий хрест
- Орден Святого Януарія, великий хрест з ланцюгом
- Константинівський орден Святого Георгія, великий хрест з ланцюгом

### Іспанія
- Орден Карлоса III, великий хрест
- Орден Африки, великий хрест

### Ватикан
- Почесний великий командор Тевтонського ордену
- Орден святого Григорія Великого, великий хрест
- Орден Святого Сильвестра, великий хрест

### Інші країни/доми
- Орден короля Дмитара Звонимира, великий хрест (Хорватія)
- Маріїнський Орден Хреста 1-го ступеня (Естонія)
- Орден Почесного легіону, великий хрест (Франція; 31 жовтня 2008)
- Медаль Свободи (Косово) особливого класу
- Орден Трьох зірок, командорський хрест (Латвія)
- Орден Великого князя Литовського Гедиміна, командорський хрест
- Орден Золотого лева Нассау, великий хрест (Люксембург)
- Орден Військових заслуг (Марокко), лицарський хрест
- Орден Оранських-Нассау, великий хрест (Нідерланди)
- Орден Заслуг (Македонія), великий хрест
- Орден Верховного лідера, великий офіцерський хрест (Пакистан)
- Орден Непорочного зачаття Діви Марії Вілла-Вісозької, великий хрест (Браганський дім)
- Легіон Заслуг (Родезія), великий хрест
- Орден Святої Агати, великий хрест (Сан-Марино)
- Мальтійський орден, великий хрест лицаря в послуху
- Орден Заслуг (Угорщина), великий хрест

### Недержавні нагороди
- Європейська медаль особливого ступеня (Пан'європейський союз Німеччини)
- Премія Карла (Земельне товариство судетських німців)

### Академічні нагороди
- Медаль Академії моральних і політичних наук (Франція)
- Медаль Королівської Марокканської академії
- Медаль Португальської культурної академії
- Медаль Реальної академії моральних і політичних наук (Іспанія)
- Почесний професор університету Боготи (Колумбія)
- Почесний член Єврейського університету (Ізраїль) та Інституту морських наук (Португалія)
- Почесний сенатор Мариборського університету і
- Почесний доктор наступних навчальних закладів:  Чернівецький національний університет імені Юрія Федьковича (Україна), Осієцький університет імені Йосипа Юрая Штросмаєра (Хорватія), Університет Нансі (Франція), Університет Турку (Фінляндія), Будапештський університет, Університет Печа (Угорщина), Університет Паннонії, Єврейський університет, Університет Феррари (Італія), Університет св. Кирила і Мефодія (Македонія), Університет Цинциннаті (США), Університет Вісконсину-Мілвокі (США), Університет Тампи (США).
- Член Академії Казале і Монферрато (Італія)

## Вшанування пам'яті
У місті Чернівці вулицю Молодогвардійську переменували на вулицю Отто фон Габсбурга.

## Галерея

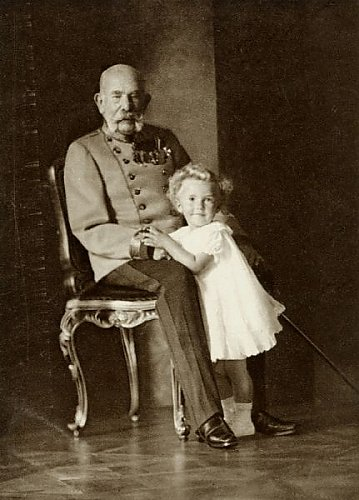
Ерцгерцог Отто з імператором Францом Йозефом (1914).
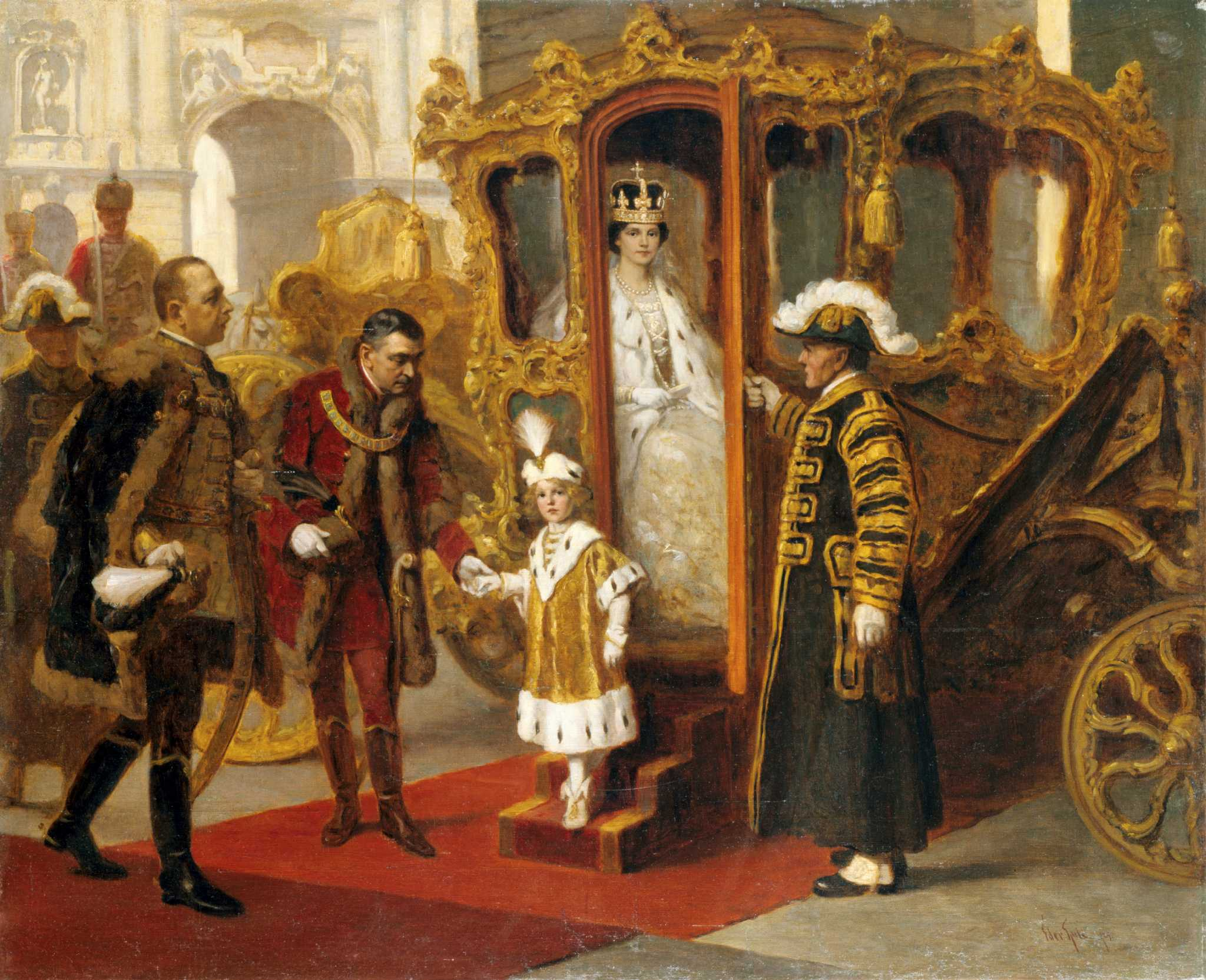
Ерцгерцог Отто під час коронації батьків (1916).
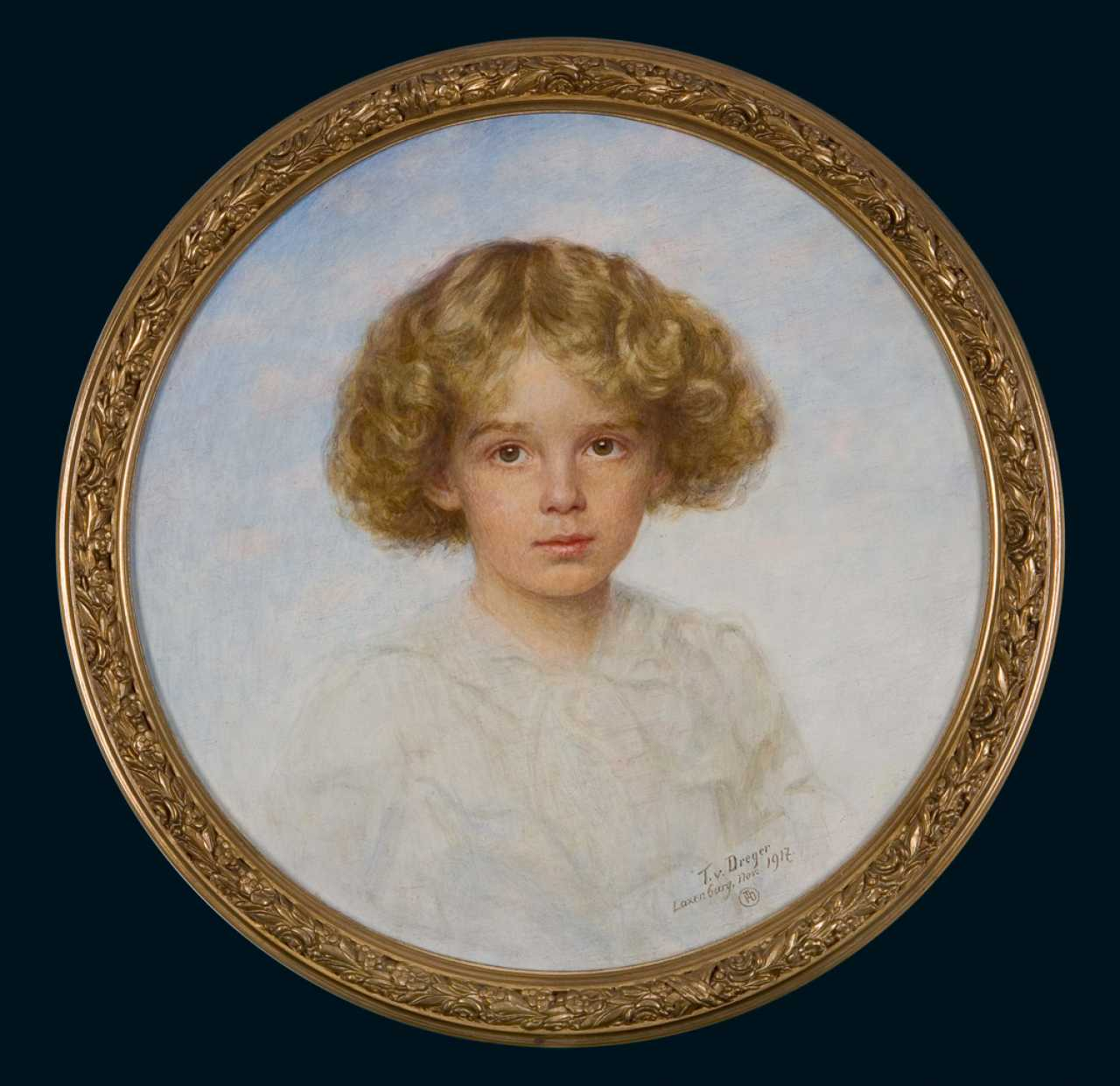
Портрет ерцгерцога Отто (1917)
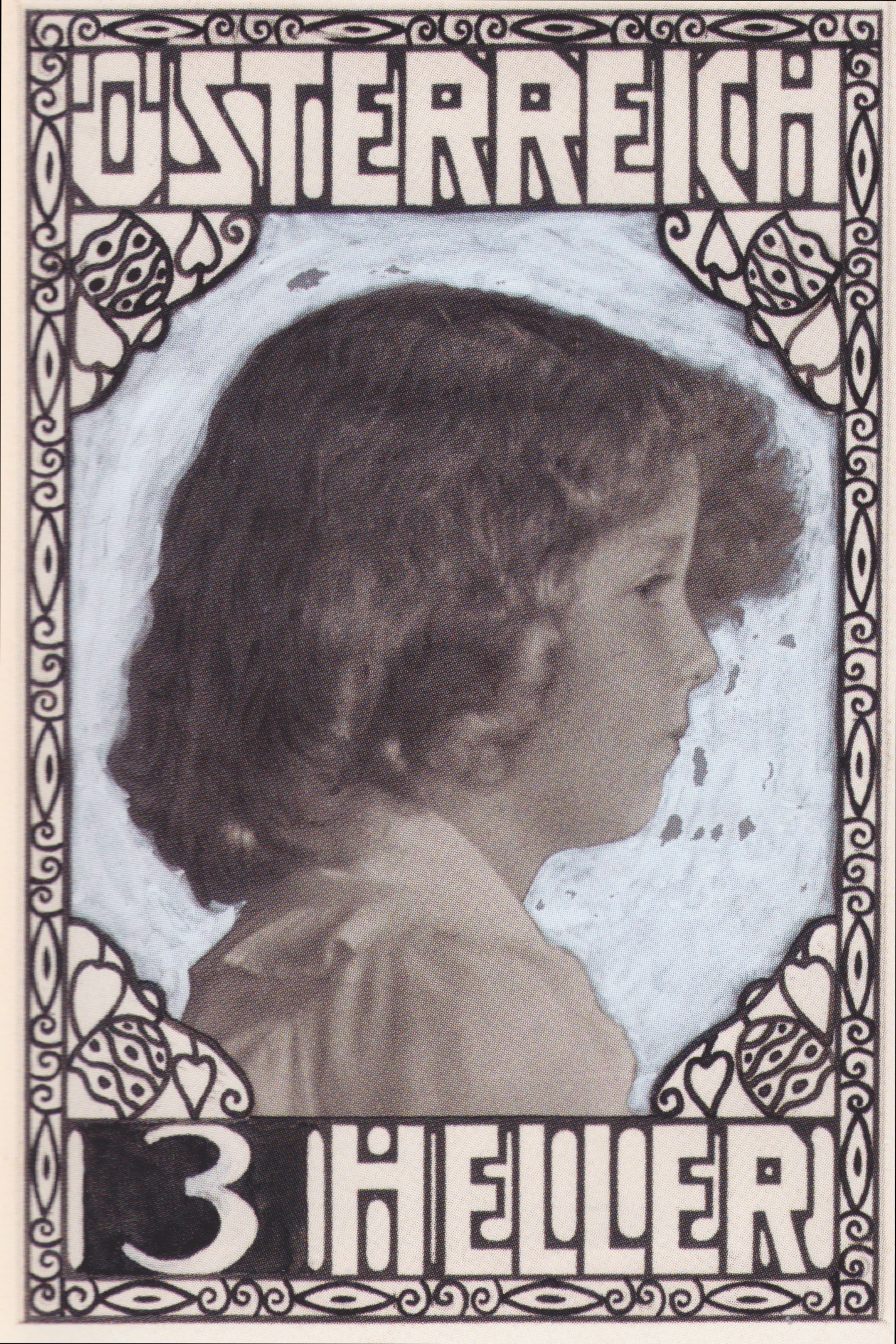
Марка із профілем ерцгерцога (1917)
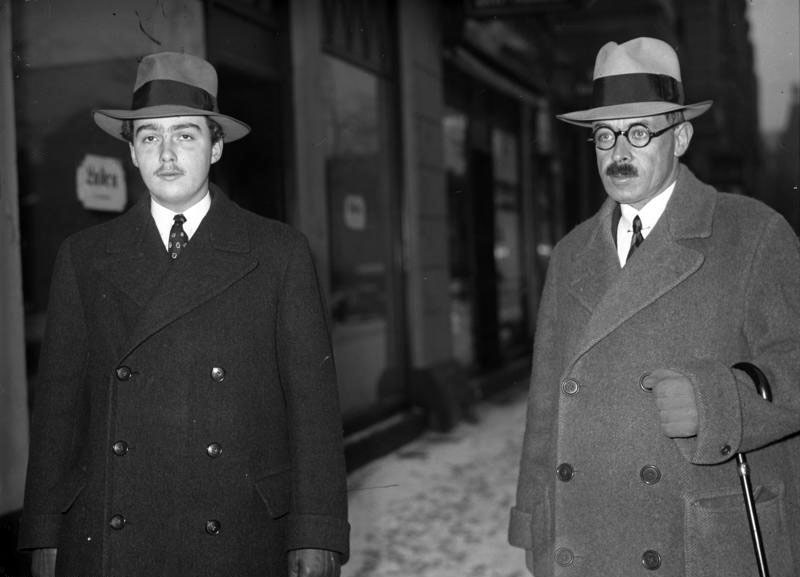
Отто фон Габсбург (ліворуч) в Берліні (1933).
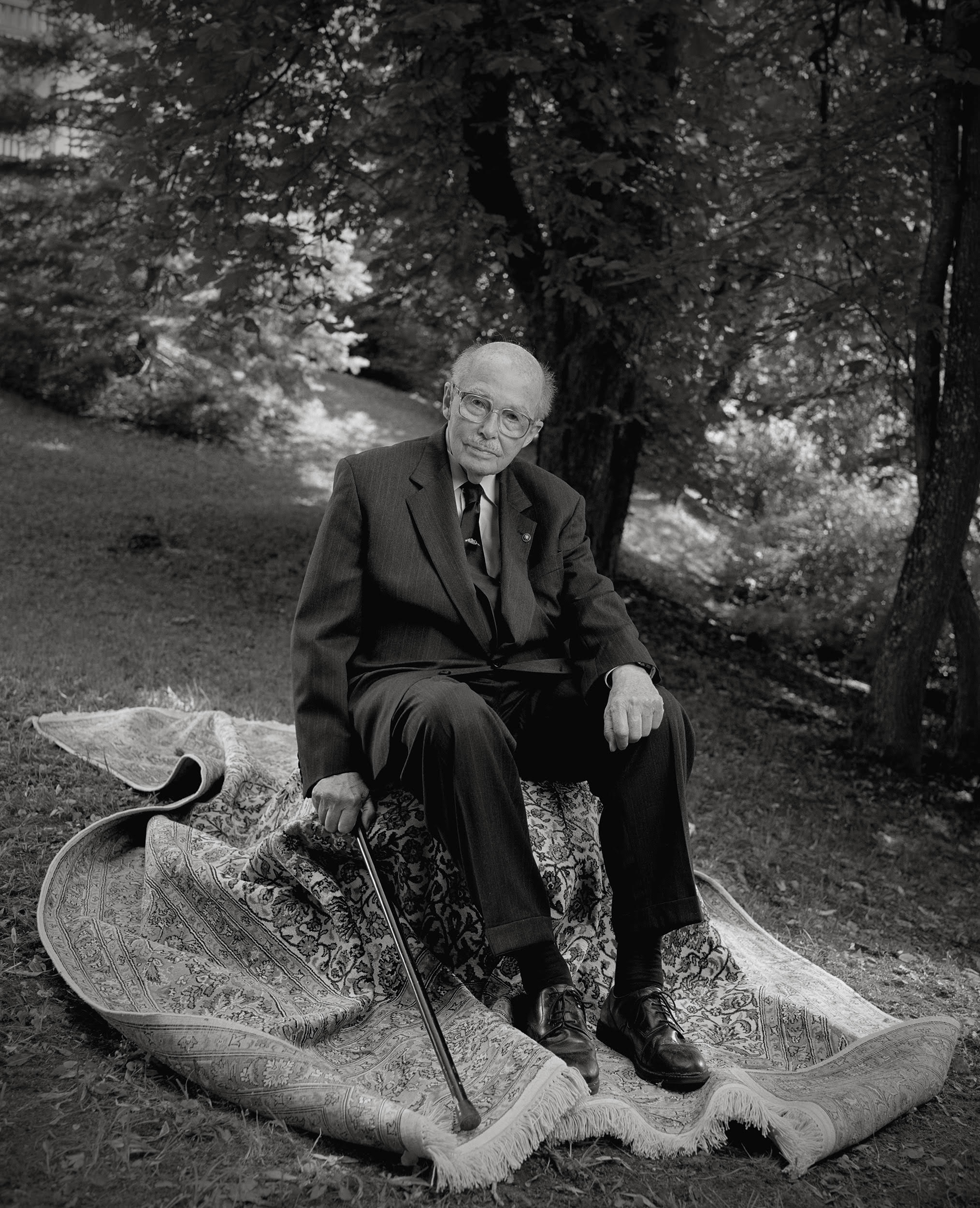
Отто фон Габсбург (Пеккінг, 2006).
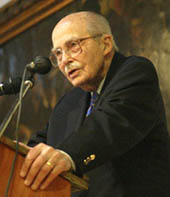
Отто фон Габсбург виголошує промову (2006).